# Tsutomo Sakamoto
Tsutomo Sakamoto (japanska:坂本 勉), född den 3 augusti 1962 i Nanbu, Japan, är en japansk tävlingscyklist som tog OS-brons i sprinten vid olympiska sommarspelen 1984 i Los Angeles.